# Ährchen

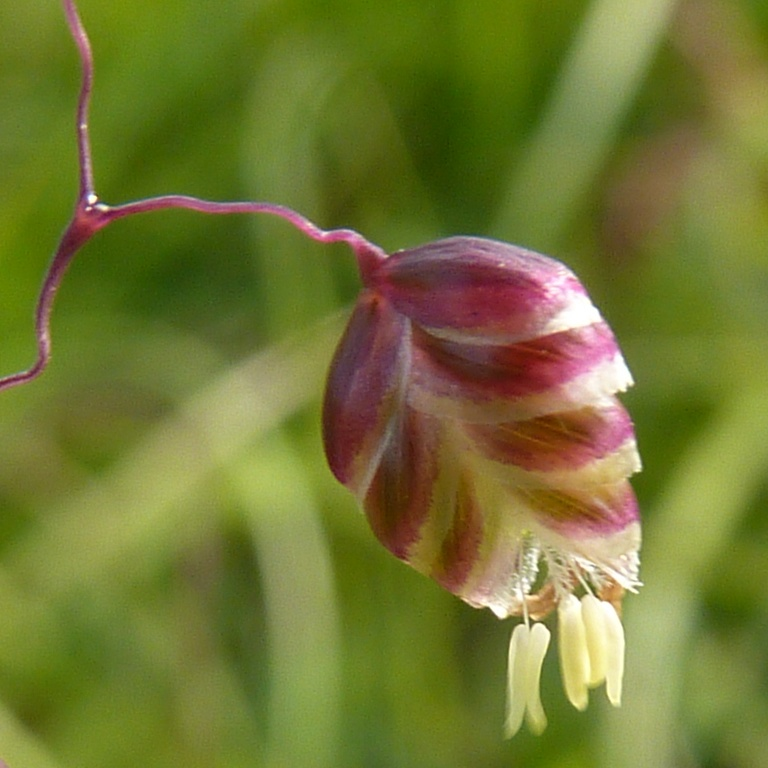
Ährchen eines Zittergrases (Familie Süßgräser)

Als Ährchen bezeichnet man in der Botanik einen Blütenstand, an dem hinter Deckblättern, den Spelzen, in ährenartiger Anordnung die Blüten sitzen.

## Sauergräser
Bei den Sauergräsern werden die Ährchen nur von einfachen, meist zahlreichen und dicht stehenden Spelzen gebildet, hinter denen je eine Blüte steht. 

## Süßgräser

Zweiblütiges Ährchen eines Süßgrases im Schema

Das Ährchen ist ein kleiner Blütenstand, der aus einer bis wenigen Blüten aufgebaut ist. Typisch ist die Abfolge vieler verschiedener Spelzen, trockenhäutiger Hüllen um die Blüten und später um die Samen. Am besten lässt sich der Aufbau von außen nach innen beschreiben:
1. Das ganze Ährchen wird von zwei, selten auch einer oder mehr, Hüllspelzen (Glumae) umgeben, die es je nach Größe mehr oder weniger komplett einhüllen. Die äußere Hüllspelze sitzt auf der Unterseite der Ährchenachse, die innere auf der Oberseite. Innerhalb der Hüllspelzen befinden sich in zweizeiliger Anordnung die einzelnen Blüten. Die Anzahl aller nachfolgenden Bauteile ist pro Blüte angegeben.
2. Es folgt die Deckspelze (Palea inferior = untere oder Palea exterior = äußere Spelze), sie ist das Tragblatt, in deren Achsel die Blüte steht.
3. An der Spitze trägt die Deckspelze oft eine steife Borste, die Granne. Bei den Hüllspelzen sind Grannen selten anzutreffen.
4. Die Vorspelze (Palea superior = obere oder Palea interior = innere Spelze) wird von zwei verwachsenen Blättern des äußeren Blütenblattkreises gebildet.
5. Der Ursprung der zwei, selten drei, Schwellkörper (Lodiculae) geht auf den inneren Blütenblattkreis zurück.
6. Durch das Anschwellen spreizen die Lodiculae die Spelzen auseinander, die Blüte öffnet sich und die Staubblätter kommen zum Vorschein. Das Ährchen ist nun erblüht und kann bestäubt werden.
7. Fruchtknoten
8. Narbe

Als Blütchen bezeichnet man die Einheit aus Deckspelze, Vorspelze und eigentlicher Blüte. Wenn die Frucht herangewachsen ist, wird diese Einheit als Spelzfrucht bezeichnet.
Mehrere Ährchen sind wiederum zu Ähren oder Rispen an einer Hauptachse (Rachis) vereinigt. Sitzen die Ährchen einer Rispe sehr kurz an der Hauptachse, dann sieht sie wie eine Ähre aus und man spricht von einer Scheinähre.

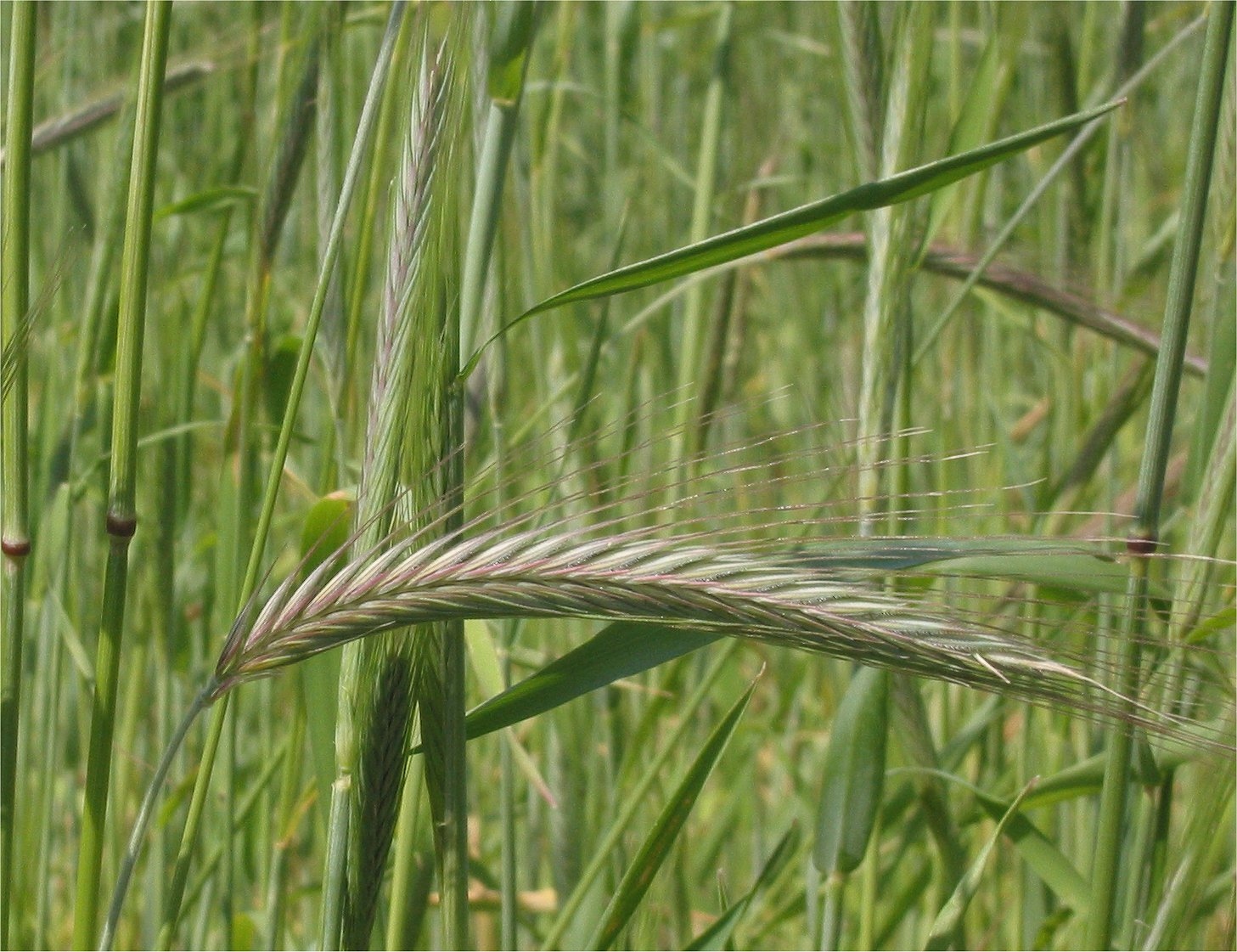
Eine Getreideähre (Roggen)
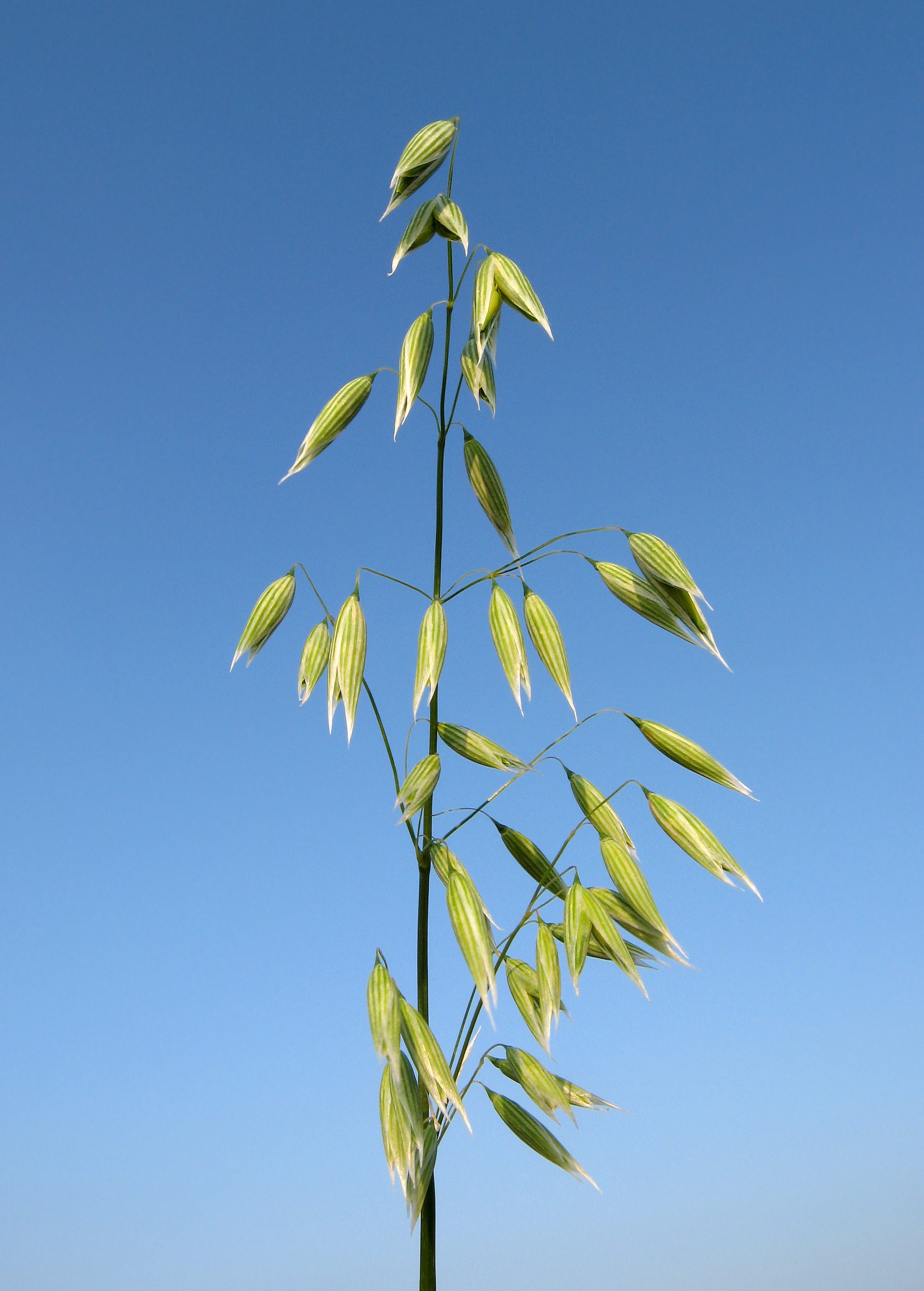
Eine Getreiderispe (Saat-Hafer)
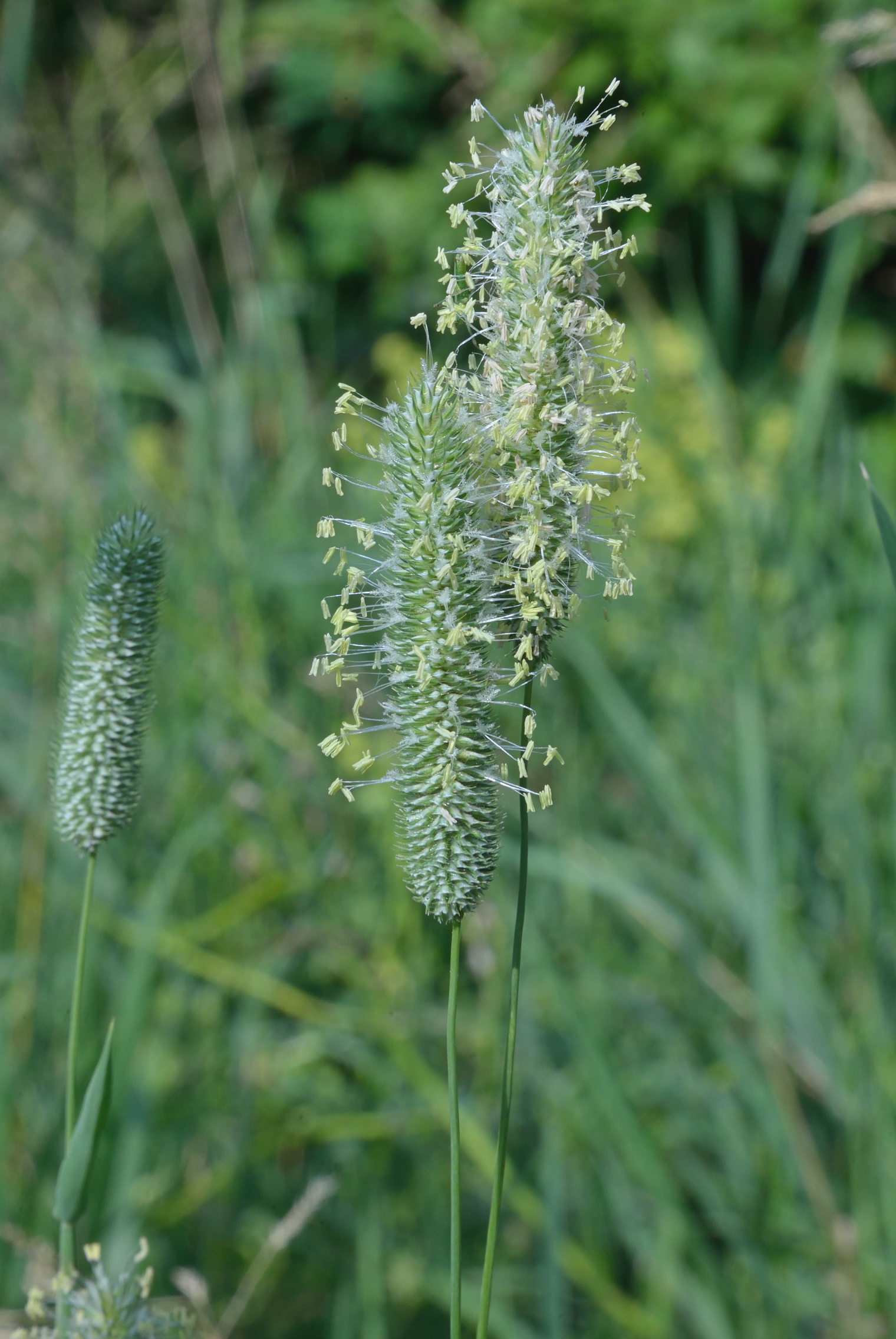
Eine Scheinähre (Wiesen-Lieschgras)

## Nachweise